# Ruriko Kubo
Ruriko Kubo (jap. 久保 瑠里子, Kubo Ruriko; * 23. Januar 1989 in der Präfektur Hiroshima) ist eine ehemalige japanische Mittelstreckenläuferin, die sich auf die 800-Meter-Distanz spezialisiert hat.

## Sportliche Laufbahn
Erste internationale Erfahrungen sammelte Ruriko Kubo im Jahr 2005, als sie bei den Jugendweltmeisterschaften in Marrakesch mit 57,11 s im Halbfinale über 400 Meter ausschied und mit der japanischen Sprintstaffel (1000 Meter) in 2:10,66 min auf Rang sechs gelangte. Im Jahr darauf erreichte sie bei den Juniorenweltmeisterschaften in Peking das Halbfinale, in dem sie mit 2:11,47 min ausschied. Bei den Juniorenweltmeisterschaften 2008 in Bydgoszcz scheiterte sie dann mit 2:09,70 min in der ersten Runde. 2009 belegte sie bei den Asienmeisterschaften in Guangzhou in 2:08,38 min den siebten Platz und nahm im Jahr darauf an den Asienspielen ebendort teil und wurde dort in 2:04,52 min Fünfte. 2011 erreichte sie bei den Asienmeisterschaften in Kōbe in 2:03,34 min Rang vier. 2016 bestritt sie in Seattle ihren letzten Wettkampf und beendete daraufhin im Alter von 27 Jahren ihre Karriere als Leichtathletin.
2012 wurde Kubo japanische Meisterin im 800-Meter-Lauf.

## Persönliche Bestleistungen
- 400 Meter: 55,27 s, 13. Juli 2005 in Marrakesch
- 800 Meter: 2:01,90 min, 6. August 2011 in Ninove
- 1500 Meter: 4:15,88 min, 27. Juli 2011 in Joensuu